# Диван у Нью-Йорку
«Диван у Нью-Йорку» (фр. Un divan à New York) — романтичний комедійний фільм 1996 року, співавтором та режисером якого стала Шанталь Акерман. Сюжет зосереджений на анонімному обміні квартирами між успішним нью-йоркським психоаналітиком (Вільям Герт) і молодою жінкою з Парижа (Жульєт Бінош).

## Сюжет
Генрі Гаррістон — психоаналітик, пацієнти якого збивають з розуму, постійно залишаючи йому повідомлення в неробочий час. За бажанням він розміщує оголошення, пропонуючи свою квартиру для заміни житла. Беатріс Солньє (Жульєт Бінош), паризька танцівниця, відповідає на його оголошення і не зустрічаючи двох квартир, що перемикаються. Беатріче вражена високотехнологічною квартирою Генрі, яка одночасно гарна і простора. Тим часом Генрі жахається, коли приїжджає до квартири Беатріче і вважає її брудною.
Тим часом пацієнти Генрі, яких він бачить вдома, починають приходити до нього на квартиру, шукаючи терапії. Беатріче починає слухати їхні історії, і пацієнти приймають її як тимчасову заміну Генрі.
У квартирі Беатріче Генрі виявляє схованку любовних листів, написаних Беатріче різними чоловіками. Коханці Беатріче також починають з'являтися в її квартирі та розмовляти з Генрі про свою любов до неї. Коли вони починають телефонувати в квартиру, розповідаючи Генрі, наскільки він був корисний і як вони хочуть поговорити з ним знову, він повертається до Нью-Йорка.
Спочатку маючи намір просто забрати його пошту, Генрі зауважує, що його пацієнти постійно заходять і виходять з його квартири, і коли він намагається зайти в свою квартиру, його виштовхує подруга Беатріче, яка видає себе за її портьє. Вважаючи, що Беатріче навмисно здійснює шахрайство, він йде протистояти їй, видаючи себе за фальшивого пацієнта Джона. Однак замість того, щоб протистояти їй, він продовжує хитрощі бути пацієнтом, але не може розмовляти, і сеанс складається з того, що Беатріче і Генрі говорять «так» вперед і назад одне одному. Незважаючи на це, обидва притягуються одне до одного, і сеанс закінчується тим, що Беатріче пропонує, щоб Генрі, як Джон, повернувся. Тим часом Генрі вирішує продовжувати хитрість і продовжувати бачитися з нею.
Після певної сесії, на якій Генрі розповідає про свої далекі стосунки з матір'ю, і Генрі, і Беатріче починають думати, що полюбили одне одного. Генрі відмовляється щось говорити, почуваючись занадто боягузливо, тоді як подруга Беатріче каже їй, що вона не може бути втягнута у стосунки з пацієнтом. Беатріче і Генрі зближуються. Під час одного з сеансів світло вимикається, і обидва потай пошепки прошепочуть зізнання в любові в темряві, але жоден не чує, що говорить інший. Друг Генрі закликає його бігти до Беатріче або написати їй листа, але оскільки це все те, що зробили попередні коханці Беатріче, але не вдалося, Генрі відмовляється. Він вирішує, що єдиний спосіб вирішення ситуації — це якщо Беатріче зізнається йому в коханні. Натомість вона дзвонить йому пізно ввечері, щоб сказати, що їхні сеанси повинні закінчитися, коли вона повертається до Парижа. Генрі каже Беатріче, що любить її, але вона кладе трубку, перш ніж почує, що він сказав.
Генрі мчить до аеропорту, сподіваючись отримати в останню хвилину білет до Парижа. На жаль, літак переброньований. Генрі вирішує зачекати в режимі очікування. Він може отримати останній квиток, оскільки один пасажир не з'явився, однак цей квиток належав Беатріче.
Врешті-решт, приїжджаючи додому, Беатріче розуміє, що не може їхати до неї окремо, оскільки Генрі все ще перебуває в її квартирі і їде до сусіда. На терасі сусідки вона бачить свої рослини, які процвітали за її відсутності. Вона зав'язує розмову з Генрі, якого вона не бачить крізь рослини. Він маскує свій голос, щоб вона не впізнала його. Розмовляючи з Генрі через рослини, Беатріче зізнається, що прийшла рано, бо закохалася в одного з пацієнтів Генрі, Джона.
Зрозумівши, що Генрі та Джон — це одна і та ж людина, Беатріче перелазить через терасу назад у свою квартиру і цілує Генрі, кажучи йому, що любить його.

## Актори
| Актор           | Роль                  |
| --------------- | --------------------- |
| Жульєт Бінош    | Беатріс Сольньє       |
| Вільям Герт     | Генрі Гаррістон       |
| Стефані Батл    | Енн                   |
| Барбара Гаррік  | Лізбет Ханівелл       |
| Пол Гілфойл     | Денніс                |
| Річард Дженкінс | Кемптон               |
| Кент Бродхерст  | Тім                   |
| Метью Бертон    | Вуд                   |
| Генрі Бін       | Штейн                 |
| Бернард Бреуз   | Жером                 |
| Адам Лефевр     | покровитель ресторану |
| Борис Лескін    | таксист № 1           |
| Тіффані Фрейзер | Джулі                 |
| Венді Уей       | працівник аеропорту   |
| Джеррі Дін      | водій таксі № 2       |

## Критика
Після виходу на екран фільм отримав несприятливі відгуки. Акерман, Бінош та Герт були розкритиковані за погану керованість як комедійними, так і романтичними аспектами фільму.